# 横尾泥海男
横尾 泥海男（よこお でかお、1899年8月9日 - 1956年7月5日）は、日本の俳優である。本名は横尾 勇（よこお いさむ）。松竹蒲田撮影所、東宝などの喜劇映画で活躍した名脇役である。

## 来歴・人物
1899年（明治32年）8月9日、佐賀県に生まれる。父親は佐賀藩（鍋島藩）の藩士であったという。
幼少期、一家と共に東京府東京市麻布区飯倉町（現在の東京都港区麻布台および東麻布辺り）に移る。飯倉小学校（後の東京都港区立飯倉小学校、2004年廃校）、旧制麻布中学校（現：麻布中学校・高等学校）を経て東京美術学校（現：東京芸術大学）洋画科に入学。黒田清輝（1866年 - 1924年）の画塾にも通っていたが、同塾で後に映画監督となる鈴木重吉（1900年 - 1976年）と知り合う。
卒業後、栃木県立宇都宮高等女学校（現：栃木県立宇都宮女子高等学校）で教諭を2年間だけ務め、兵役も1年だけ就き、1923年（大正12年）、松竹蒲田撮影所美術部に入社。次いで助監督に転向したが、身長185センチ、体重98キロという大柄な体型を買われ、1925年（大正14年）5月公開の鈴木傳明（1900年 - 1985年）主演のサイレント映画『春は来れり』に助演したのがきっかけで俳優に転向し、横尾泥海男を芸名とする。以後、「傳明グループ」の一人として鈴木傳明主演映画に殆ど出演するほか、撮影所長城戸四郎（1894年 - 1977年）が推進する短編喜劇映画で活躍した。1927年（昭和2年）には早くも準幹部に昇格し、1929年（昭和4年）の鈴木傳明主演、牛原虚彦監督映画『彼と人生』では吉谷久雄（1903年 - 没年不詳）の小さな労働者役に対して大きな労働者役で出演し、凹凸コンビで知られた。また、1931年（昭和6年）公開で五所平之助が監督を務めた日本初の本格的なトーキー映画『マダムと女房』の冒頭に登場する画家役で出演している。
1931年（昭和6年）9月、鈴木傳明、渡辺篤らと共に蒲田撮影所を退社し、不二映画社の設立に参加した。1932年（昭和7年）11月には渡辺らと浅草公園劇場に喜劇爆笑隊を旗揚げした。1933年（昭和8年）3月の同社解散後は、同年4月に古川緑波（1903年 - 1961年）が設立した劇団笑の王国に参加し、東京府東京市浅草区（現在の東京都台東区）にある常磐座での旗上げ公演『われらが忠臣蔵』など、大男を売りにして活躍した。同年8月に公開した写真化学研究所（後のピー・シー・エル映画製作所）の第1回自主製作品『音楽喜劇 ほろよひ人生』に出演。同作では『彼と人生』で演じたのと同一の対比のキャスティングが行われ、吉谷久雄の子泥棒役、横尾の親泥棒役の凹凸コンビを演じた。また、高田稔（1899年 - 1977年）が興した高田プロダクションの作品にも出演していた。
戦後も榎本健一、清水金一らが主演の喜劇映画で活躍。1945年（昭和20年）に製作され、1952年（昭和27年）に公開された黒澤明監督映画『虎の尾を踏む男たち』にも出演している。ところが、1955年（昭和30年）公開の津田不二夫監督映画『正義の快男児 中野源治の冒険 完結篇 地下砲台の恐怖』に出演して以降の出演作品が見当たらず、以後の消息は不明であったが、翌1956年（昭和31年）7月5日、腎臓炎のため、東京都杉並区井荻（現在の同区善福寺・西荻北辺り）の自宅で死去した。満56歳没。

## 出演作品

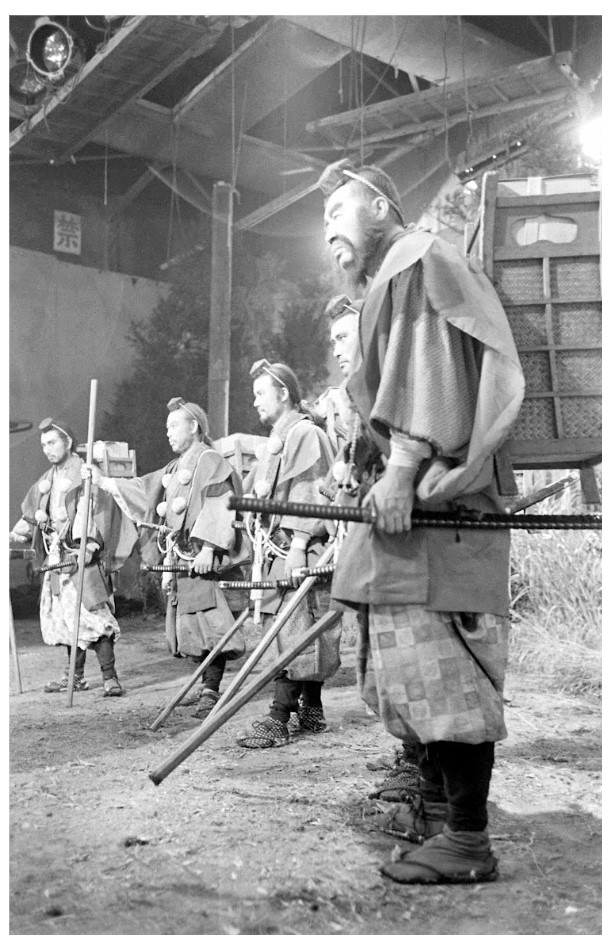
『虎の尾を踏む男達』（1945年）

### 映画
- 麻雀（1925年、松竹蒲田）
- 勇敢なる恋（1925年、松竹蒲田）
- 悲しき恋の幻想（1925年、松竹蒲田）- 山の男羅魔
- 象牙の塔（1925年、松竹蒲田）- 酒場の主人
- 乃木大将伝（1925年、松竹蒲田）- 村上連隊長
- 夢の浮橋（1926年、松竹蒲田）- 浪人玄蕃
- お坊ちゃん（1926年、松竹蒲田）- 猪野仙吉
- 広瀬中佐（1926年、松竹蒲田）- バーザア
- 裸騒動記（1926年、松竹蒲田）
- 冬休み（1927年、松竹蒲田）
- 九官鳥（1927年、松竹蒲田）- 歌劇団曲乗師
- 昭和時代（1927年、松竹蒲田）- 安田弁護士
- やきもち（1927年、松竹蒲田）
- 村の人気者（1927年、松竹蒲田）
- むささびの三吉（1927年、松竹蒲田）- 的場大作
- 海浜の女王（1927年、松竹蒲田）- 剛勇与吉
- 村の医者とモダンガール（1927年、松竹蒲田）
- 愛欲変相図（1928年、松竹蒲田）- 運動部のマネージャー林
- 感激時代（1928年、松竹蒲田）- 学生
- 美人かし間（1928年、松竹蒲田）- 学生黒田
- 妻君廃業（1928年、松竹蒲田）
- 亀公（1928年、松竹蒲田）
- 陸の王者（1928年、松竹蒲田）- 応援団長大関
- 夜の牝猫（1929年、松竹蒲田）
- 鵜の目鷹の目（1929年、松竹蒲田）
- 色気たっぷり（1929年、松竹蒲田）- 今田大造
- 大都会 労働篇（1929年、松竹蒲田）- 筒井（機関助手）
- 山の凱歌（1929年、松竹蒲田）- モダンボーイ
- 未完成の恋（1929年、松竹蒲田）
- 情熱の一夜（1929年、松竹蒲田）- 船員塚田
- 彼と人生（1929年、松竹蒲田）- 大きな労働者
- 進軍（1930年、松竹蒲田）- 串木熊吉
- 落第はしたけれど（1930年、松竹蒲田）- 落第生
- 微笑む人生（1930年、松竹蒲田）
- 抱擁（1930年、松竹蒲田）- 信一の友人山下
- 石川五右衛門の法事（1930年、松竹蒲田）- 石川五右衛門の亡霊
- 女性天国（1930年、松竹蒲田）
- 若者よなぜ泣くか（1930年、松竹蒲田）- 新聞記者
- お嬢さん（1930年、松竹蒲田）- 侍従長
- 餓鬼大将（1931年、松竹蒲田）- 選手監督
- ねえ興奮しちゃいなよ（1931年、松竹蒲田）- 横山
- マダムと女房（1931年、松竹蒲田）- 画家
- 栄冠涙あり（1931年、不二映画）- 短艇部員
- 天国の波止場（1932年、不二映画）- 徹の友人
- アメリカ航路（1932年、不二映画）- 修の親友兼田
- 金色夜叉（1932年、不二映画）- 風早
- もだん聖書（1932年、不二映画）- 児童療養院長北原
- 音楽喜劇 ほろよひ人生（1933年、写真化学研究所）- 親泥棒
- かぐや姫（1935年、J.O）- その息子太麿
- ふるさとの歌（1936年、高田プロ）- 宣伝部長
- 街の艶歌師（1936年、高田プロ）- 源造
- 五々の春（1936年、高田プロ）- 関東汽船会社望月社長
- 掏摸の家（1936年、高田プロ）- チンドン屋の親方
- 兄の誕生日（1936年、高田プロ）- 憲司の相棒兼公
- 暴風（1936年、高田プロ）- 大竜組乾分竜の目
- エノケンの誉れの土俵入り（1940年、東宝）- 穴熊の権太
- 続南の風（1942年、松竹大船）- ニエック・スオイ
- 突貫駅長（1945年、東宝）- 労務者
- 象を喰った連中（1947年、松竹大船）- 小島博士（特別出演）
- 見たり聞いたりためしたり（1947年、新東宝）- 強盗の親分
- シミキンの拳闘王（1948年、松竹大船）- 爆弾松崎
- シミキンのオオ!市民諸君（1948年、松竹大船）- 常春の鐡
- シミキンのスポーツ王（1949年、松竹大船）- 月雷彦、森羅万象博士
- 踊る龍宮城（1949年、松竹大船）- 河童の青助
- エノケン・笠置の極楽夫婦（1949年、新東宝）
- 歌うまぼろし御殿（1949年、太泉映画）- 牛殺しの五郎蔵、アロハ組の首領
- 脱線情熱娘（1949年、松竹大船）- 大男
- 恋人（1951年、新東宝）- 誠一の先輩
- 無国籍者（1951年、東横映画）- 土肥
- 虎の尾を踏む男たち（1945年製作・1952年公開、東宝）- 常陸坊
- 新やじきた道中（1952年、大映）- 鈴鹿の権右衛門
- 暗黒街の鬼（1952年、東映）- 風船の政公
- 魚河岸の石松（1953年）- 淀ヶ峰源五郎
- さすらひの湖畔（1953年、新東宝）- 長井芳造
- 霧の第三桟橋（1953年、新東宝）- 宮下
- 弥次喜多（1954年）- 五郎蔵
- たん子たん吉珍道中（1954年、新東宝）- 椋鳥の杢兵衛
- 百面童子（1955年、東映京都）- ドン・カベロ
- 中野源治の冒険 完結篇（1955年、東映東京）- 首領